# Castro (ort i Brasilien, Paraná, Castro)
Castro är en ort i Brasilien.   Den ligger i kommunen Castro och delstaten Paraná, i den södra delen av landet, 1 000 km söder om huvudstaden Brasília. Castro ligger 986 meter över havet och antalet invånare är 42 091.
Terrängen runt Castro är huvudsakligen platt, men västerut är den kuperad. Det finns inga andra samhällen i närheten.
Trakten runt Castro består till största delen av jordbruksmark. Runt Castro är det ganska glesbefolkat, med 42 invånare per kvadratkilometer.